# Paratrooper
Paratrooper — аркадная компьютерная игра в жанре shoot 'em up, выпущенная в 1982 году. Игра разработана Грегом Купербергом и издана Orion Software. Игровой концепт Paratrooper основывается на появившейся ранее игре Sabotage для Apple II, разработанной Марком Алленом в 1981 году и выпущенной On-Line Systems.
Игровой процесс представляет собой управление зенитной турелью, в район которой десантируются парашютисты, и они в случае удачного приземления штурмуют батарею игрока. Помимо этого, самолёты противника пытаются провести бомбометание и тем самым уничтожить турель. Для защиты от них необходимо огнём пушки сбивать вертолёты и самолёты, расстреливать спускающийся десант, а также сбивать падающие бомбы.
Игровая пресса встретила и оценила Paratrooper сдержанно, поставив высокие оценки за звуковое оформление и графику, а критике подвергся игровой вызов.
Paratrooper был выпущен исключительно для IBM-совместимых компьютеров, с возможностью запуска под DOS или с PC booter. Игры, подобные Sabotage, присутствовали на ряде платформ, но при этом Paratrooper рассматривается как самая популярная и одна из лучших реализаций данного игрового концепта. В ретроперспективе игра считается одной из самых лучших в своем жанре на платформе IBM PC. Paratrooper характеризуется как «настоящая классика», и как «очень важная» игра, оказавшая влияние на эволюцию игр x86.

## Описание

Игровой процесс Paratrooper. Слева от батареи уже приземлилось три парашютиста, один разбился после падения, и один спускается и может быть сбит выстрелом — на него направлено орудие, находящееся в самом крайнем положении против часовой стрелки. С другой стороны батареи двое спускаются на парашютах, а один падает и раскроет парашют позже. Высоко летают вертолёты, и так как это третья волна, то они летят немного ниже.

Игрок является командиром противовоздушной батареи, и его задачей является её защита. Батарея представляет собой неподвижное орудие на возвышении, которое находится внизу экрана. Пушка может вращаться, что позволяет вести огонь покрывая бо́льшую часть экрана. Батарея игрока может быть уничтожена либо в результате воздушного десанта, либо посредством её бомбардировки.
Для управления используется три кнопки: влево, вправо и «огонь». Первые две позволяют поворачивать пушку против и по часовой стрелке соответственно до тех пор, пока не будет нажата третья кнопка, останавливающая поворот турели и открывающая огонь. Данным образом игрок устанавливает пушку в нужное ему направление, а количество выстрелов равно числу нажатий кнопки «огонь».
Игра идёт посредством чередования двух уровней-фаз, во время первой из которых над батареей летают вражеские вертолёты и сбрасывают парашютистов, а во время второй происходит воздушный налёт бомбардировщиков. Если батарея выживает одну фазу, то происходит переход к второй. После завершения второй идёт переход к первой, но игра усложняется — вертолёты летают ниже, а бомбардировки происходят более плотно.
Управляя батареей и ведя огонь, игрок сбивает вертолёты и спускающихся с неба десантников. Если парашютист успевает приземлиться, то он остается на земле возле батареи, и его огнём пушки уничтожить становится невозможно. Если с одной из сторон относительно пушки (слева или справа) оказывается четверо или больше десантников, то они начинают штурм, во время которого они перемещаются в сторону батареи, забираются на плечи друг друга и на возвышение, и далее уничтожают батарею. Спускающегося или падающего десантника можно сбить пушечным огнём, попав в него непосредственно. Но вместе с тем если в результате стрельбы происходит попадание только в раскрывшийся парашют, то десантник падает и разбивается. При этом если в результате падения он попадает в ранее спустившегося другого парашютиста (или нескольких), то он его (их) раздавливает и они исчезают с экрана. Во время воздушного налёта с бомбардировкой с одной из сторон экрана появляются и летят над батареей самолёты, некоторые из которых сбрасывают бомбы. Если игрок пропускает одну бомбу, то она уничтожает батарею и игра заканчивается. Если самолёты покинули экран, то они могут начать вылетать с другой стороны и игроку нужно быть наготове. Для защиты можно сбивать как самолёты, так и падающие бомбы.
Поведение NPC в игре основано одновременно на правилах, и на случайных событиях. Так, вертолёты всегда летят на фиксированной высоте (на одном уровне игры) и сбрасывают от 0 до 3 парашютистов. Десантник, выпрыгнувший из вертолёта, некоторое время находится в свободном падении, после чего в случайный момент открывает парашют и его скорость уменьшается. После прохождения фазы с вертолетами, вылетающие самолёты всегда двигаются на максимальной высоте, и при этом могут как нести и сбрасывать бомбы, так и пролетать без них.
Изначально у игрока 0 очков, и новые очки начисляются за сбиваемые вертолёты и самолёты (по 10 очков), за уничтоженных парашютистов (по 5 очков) и бомб (по 30 очков). Число снарядов в игре неограниченно, но игрок теряет одно очко за каждый выпущенный снаряд. Таким образом, игроку для набора большего числа очков нужно вести более точную и целенаправленную стрельбу.
Звуковое сопровождение в игре представляет собой интерпретацию Токката и фуга ре минор (BWV 565) Иоганна Себастьяна Баха, исполняемой на PC Speaker'e.

## Разработка
Игра была разработана Грегом Купербергом — американским иммигрантом из Польши. В начале 80-х Грег разработал три игры для IBM PC, игровые механики которых основаны на уже существующих тогда других играх (кроме Paratrooper это были Pac-Man и J-Bird). Игровая механика Paratrooper была основана на выпущенной ранее игре Sabotage для Apple II, разработанной Марком Алленом и выпущенной издателем On-Line Systems. Paratrooper был разработан в 1982 году и выпущен издателем Orion Software. В последующем Грег покинул игровую индустрию, поступив в Гарвардский университет, где получил степень бакалавра в 1987 году. В дальнейшем Грег стал известным профессором Калифорнийского университета в Дейвисе.

## Оценки и мнения
| Иноязычные издания | Иноязычные издания                                              |
| Издание            | Оценка                                                          |
| ------------------ | --------------------------------------------------------------- |
| PC Magazine        | 10/18                                                           |
| Награды            |                                                                 |
| Издание            | Награда                                                         |
| St.Game            | Худшая игра 1983 года на платформе IBM по голосованию читателей |

В обзорной статье Computer Gamer World по компьютерным играм было отмечено, что Paratrooper использует самую лучшую палитру звуков из всех игр. Помимо этого критик отметил детализацию и проработку идеи, полученной из обычной ситуации, когда огнём батареи сбивается парашют и десантник падает на землю.
Обозреватель журнала PC Magazine посчитал, что у Paratrooper хорошее исполнение, но игра не исключительна. Графика и звуковое сопровождение охарактеризованы как довольно приятные, а в графике рецензент отметил взрывы и прорисовку парашютистов. По мнению критика, Paratrooper надоедает после дюжины попыток, а также журналист посетовал, что орудием батареи нельзя уничтожать десантников после их приземления.
В 1984 году редакция журнала St.Game провёла опрос среди читателей по популярности игр, в котором для платформы IBM была упомянута только одна позиция — худшая игра (англ. Dubious Honorable Mention). Этой игрой стал Paratrooper.
Рассматривая игру в ретроперспективе, Paratrooper среди своих аналогов характеризуется тем, что его идея не оригинальна, но игра значительно проработана по сравнению со своими предшественниками. В данном сравнении отмечается CGA-графика в 4 цвета, что является хорошим показателем для своего времени. Дополнительно отмечается, что игровая механика хорошо сделана относительно экшн — быстроты событий в игре, принимаемых решений и точности управления. Кроме того отмечается, что Paratrooper хорош тем, что в игре несколько видов врагов и вариантов проигрыша.

## Влияние
В издании Computer Gamer World во время обзора событий и тенденций игровой индустрии было отмечено, что Paratrooper является одной из двух игр (совместно с игрой GR), предложивших игровые механики, которые начали изменять отношение в играх к запасу снарядов. До их появления было распространен подход с бесконечным числом патронов. В Paratrooper те, кто не контролировал темп стрельбы, имели малый счёт очков. И более того, игрокам нужно было прорабатывать стратегию выбора атакуемых целей для набора большего количества очков.
В начале 80-х был ряд игр, построенных на основе игровой механики Sabotage. В ретроперспективе среди этих игр Paratrooper рассматривается самая популярная реализация, которая считается одной из лучших. Также игра считается одной из самых лучших первых игр своего жанра (shoot 'em up) на платформе IBM PC и при этом в неё легко играется тридцать лет спустя. Вместе с тем Paratrooper характеризуется как «настоящая классика», и как «очень важная» игра, оказавшая влияние на эволюцию игр x86.
В книге  Computational Models of Motivation for Game-Playing Agents игра Paratrooper была подробно проанализирована и на её основании проведено моделирование игровых агентов,  и впоследствии рассмотрены поведение объектов в игре и возможные игровые сценарии.